# مكتبة بارانا العامة
مكتبة بارانا العامة هي مؤسسة ثقافية تقع في كوريتيبا وتديرها حكومة بارانا، تأسست في 7 مارس 1857 من قبل خوسيه أنطونيو فاز دي كارفالهايس نائب رئيس مقاطعة بارانا.
المكتبة لديها في مجموعتها أكثر من 470 ألف كتاب، بما في ذلك كتب بواسطة طريقة برايل، بالإضافة إلى الصحف والمجلات والخرائط والمقاطع الموسيقية والمخطوطات وتسجيلات الفينيل والأقراص المدمجة ومقاطع الفيديو وأشرطة الكاسيت وأشرطة الأفلام والشرائح وغيرها من الوسائط. بالإضافة إلى المجموعة توفر المؤسسة مساحة للمعارض وإطلاق الكتب والندوات والمحاضرات والأدب والفنون البصرية وورش العمل الحرفية وعروض الأفلام والفيديو وقراءات الشعر والعروض الموسيقية والفعاليات الثقافية الأخرى.
تبلغ مساحة مقرها 8.500 متر مربع وافتتحه الحاكم بينتو مونهوز دا روشا نيتو في 19 ديسمبر 1954 خلال احتفالات «الذكرى المئوية للتحرر السياسي لبارانا».
يوجد تمثيل إقليمي لمكتب حقوق الطبع والنشر لمؤسسة المكتبة الوطنية، حيث يمكن تسجيل الأعمال غير المنشورة والمنشورة.